# ایلتس، اشتایرمارک
ایلتس (به آلمانی: Ilz) یک منطقهٔ مسکونی در اتریش است که در هارتبرگ فورستنفلد واقع شده‌است. ایلتس ۳۹٫۳ کیلومتر مربع مساحت دارد ۳۰۰ متر بالاتر از سطح دریا واقع شده‌است.